# Aartsbisdom Resistencia

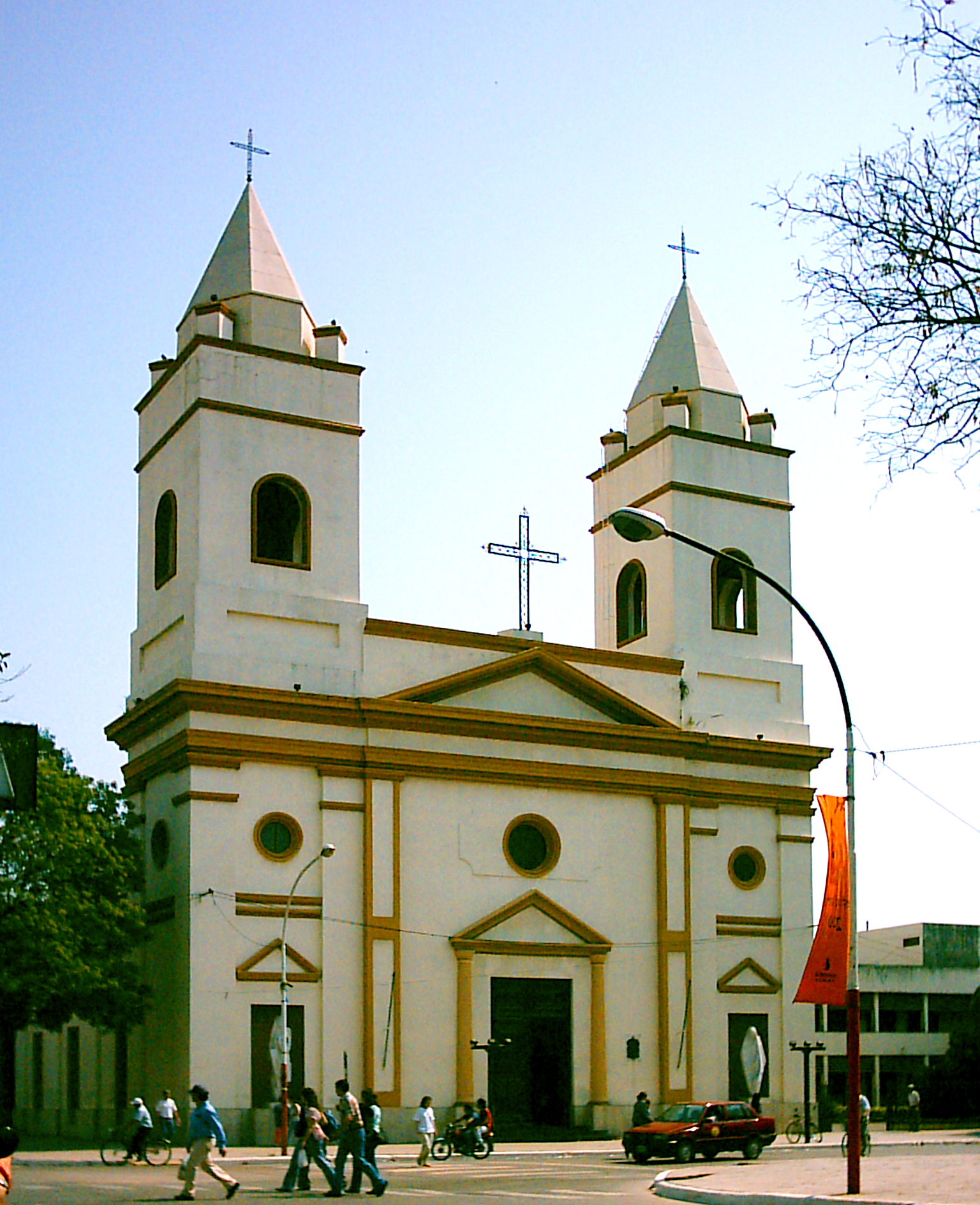
De kathedraal van Resistencia

Het aartsbisdom (rood) binnen de kerkprovincie Resistencia (roze)

Het aartsbisdom Resistencia (Latijn: Archidioecesis Resistenciae) is een rooms-katholiek aartsbisdom met als zetel Resistencia in Argentinië.  
Het bisdom Resistencia werd opgericht in 1939. In 1984 werd het verheven tot aartsbisdom.
De kerkprovincie Resistencia bestaat verder uit twee suffragane bisdommen:
- Formosa
- San Roque de Presidencia Roque Sáenz Peña

In 2020 telde het aartsbisdom 31 parochies. Het aartsbisdom heeft een oppervlakte van 28.250 km² en telde in 2020 633.800 inwoners waarvan 80,9% rooms-katholiek was. 

## Aartsbisschoppen
- Juan José Iriarte (1984-1991)
- Carmelo Juan Giaquinta (1993-2005)
- Fabriciano Sigampa (2005-2013)
- Ramón Alfredo Dus (2013-)

Resistencia (aartsbisdom) · Formosa · San Roque de Presidencia Roque Sáenz Peña